# Automolis didyma
Automolis didyma là một loài bướm đêm thuộc phân họ Arctiinae, họ Erebidae.